# World Doubles Championships 1994 - Doppio
Il doppio del World Doubles Championships 1994 è stato un torneo di tennis facente parte del WTA Tour 1994.
Gigi Fernández e Nataša Zvereva erano le detentrici del titolo, ma ha perso in finale 6–2, 7–5 contro Jana Novotná e Arantxa Sánchez Vicario.

## Teste di serie
1. Gigi Fernández /  Nataša Zvereva (finale)
2. Jana Novotná /  Arantxa Sánchez Vicario (campionesse)
3. Patty Fendick /  Meredith McGrath (semifinali)
4. Larisa Neiland /  Elizabeth Smylie (quarti di finale)

## Tabellone

### Legenda
| - Q = Qualificato - WC = Wild card - LL = Lucky loser | - ALT = Alternate - SE = Special Exempt - PR = Protected Ranking | - w/o = Walkover - r = Ritirato - d = Squalificato |